# ラヴェル (競走馬)
ラヴェル（欧字名:Ravel、2020年2月14日 - ）は、日本の競走馬。主な勝ち鞍に2022年のアルテミスステークス、2024年のチャレンジカップ。
馬名の由来は、人名より。母名より連想。

## 戦績

### 2歳（2022年）
2022年7月10日小倉競馬場の2歳新馬戦 (芝1,800m、岩田望来騎手) でデビュー。スタートで後手に回り、道中は後方3番手を追走。3角から4角にかけて徐々に進出し、直線外に出すと鋭く伸びて差し切り勝ちを収めた。
その後、いったん成長放牧に出され、2戦目は10月29日東京競馬場芝1,600mのGIIIアルテミスステークスに鞍上坂井瑠星で出走。新馬戦で上がり3ハロン31.4秒 (=68.8 km/h) の末脚を披露したリバティアイランドが単勝1.4倍の圧倒的一番人気に支持され、本馬は7.9倍の3番人気となった。レースでは新馬戦と同様にやや出遅れるものの、4コーナー9番手から外を回って、直線で逃げるアリスヴェリテを抜き去り、進路選択に手間取ってやや遅めのスパートとなったリバティアイランドの追撃をも振り切り、重賞初制覇となった。
12月11日に行われたGI阪神ジュベナイルフィリーズ (JF, 阪神芝外1,600m) では4番人気に支持されたが、スタートで出遅れたこともあり、勝ち馬リバティアイランドから1.7秒離れた11着に終わる。

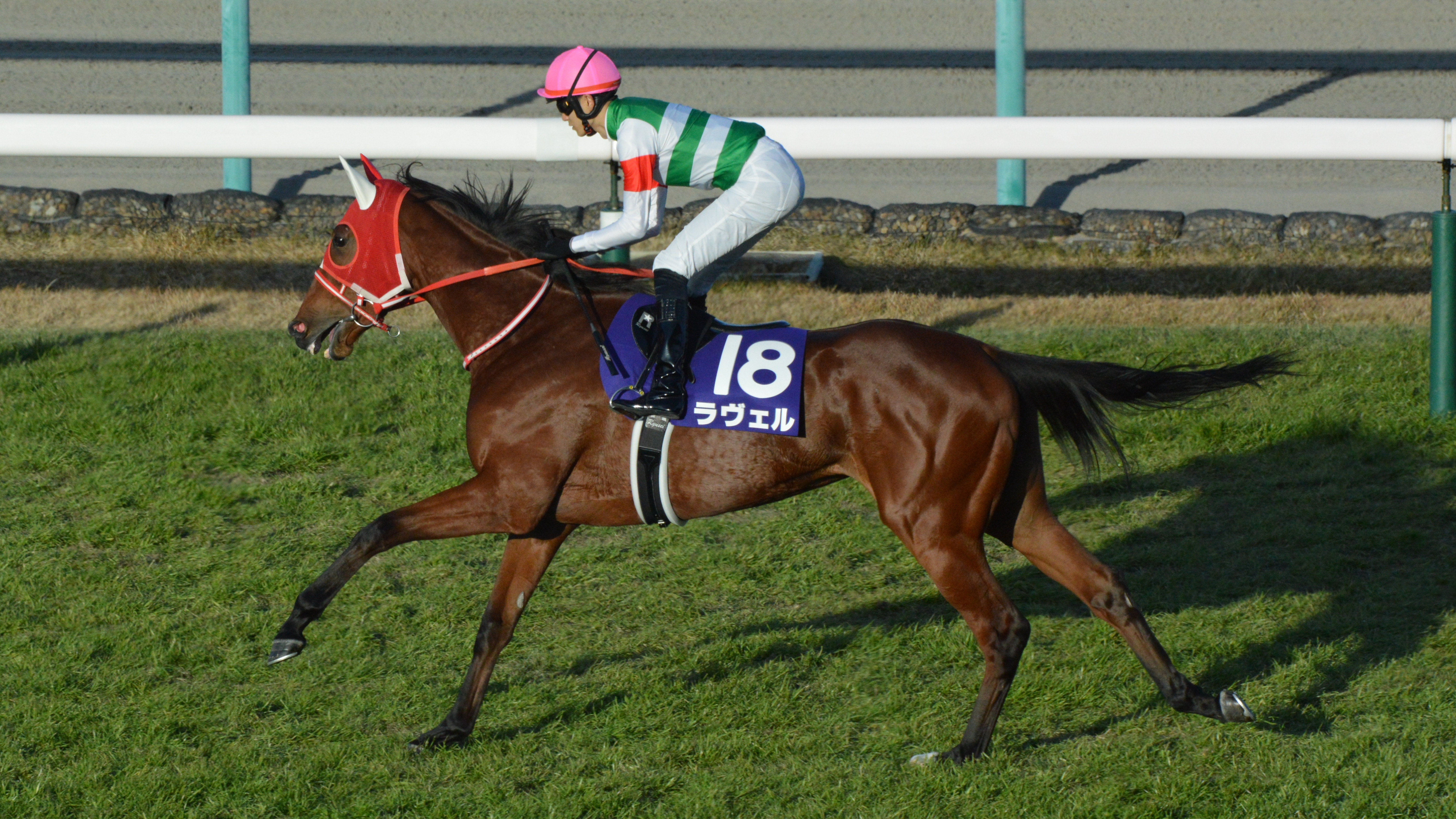
阪神ジュベナイルフィリーズ

### 3歳（2023年）
4月9日の桜花賞より始動。直線での不利もあって11着に沈む。5月21日の優駿牝馬は道中3番手から直線早めに先頭に立った。最終的にリバティアイランドら後続勢に交わされはしたものの、10番人気の伏兵評価を覆す4着に力走した。夏は休養に充て、9月17日のローズステークスで復帰。ブレイディヴェーグに次ぐ単勝2番人気に支持されたが、直線での伸びを欠き14着惨敗に終わった。牝馬三冠最終戦の秋華賞は積極的に前で運ぶも、4コーナー過ぎで後続勢に捕まり、11着に沈んだ。

### 4歳（2024年）
2月11日の京都記念より始動し、5着。その後も3月の中山牝馬ステークスで11着、6月のマーメイドステークスで5着、10月のオクトーバーステークスで6着と、掲示板入りがやっとという状態が続いた。
11月10日、3歳秋の秋華賞以来のGIとなるエリザベス女王杯に出走。17頭中12番人気と期待されていなかったが、中団から良く伸びて勝ち馬スタニングローズに次ぐ2着に好走した。続いて、中一週でチャレンジカップに出走。道中は中団待機で脚をため、直線で一気に馬群を抜け出し、最後は追い上げてきたディープモンスターを1馬身3/4振り切ってゴール。2022年10月のアルテミスステークス以来、約2年1か月ぶりの勝利となる重賞2勝目を挙げた。

## 競走成績
以下の内容は、JBISサーチおよびnetkeiba.comの情報に基づく。
| 競走日     | 競馬場 | 競走名           | 格   | 距離（馬場）  | 頭 数 | 枠 番 | 馬 番 | オッズ （人気） | 着順 | タイム （上り3F） | 着差 | 騎手        | 斤量 [kg] | 1着馬（2着馬）         | 馬体重 [kg] |
| ---------- | ------ | ---------------- | ---- | ------------- | ----- | ----- | ----- | --------------- | ---- | ----------------- | ---- | ----------- | --------- | ---------------------- | ----------- |
| 2022.07.10 | 小倉   | 2歳新馬          |      | 芝1800m（良） | 12    | 7     | 10    | 003.10（1人）   | 01着 | R1:49.5（34.4）   | -0.1 | 0岩田望来   | 54        | （サンライズサラー）   | 444         |
| 0000.10.29 | 東京   | アルテミスS      | GIII | 芝1600m（良） | 10    | 8     | 10    | 007.90（3人）   | 01着 | R1:33.8（33.0）   | -0.1 | 0坂井瑠星   | 54        | （リバティアイランド） | 452         |
| 0000.12.11 | 阪神   | 阪神JF           | GI   | 芝1600m（良） | 18    | 8     | 18    | 007.10（4人）   | 11着 | R1:34.8（36.1）   | -1.7 | 0坂井瑠星   | 54        | リバティアイランド     | 448         |
| 2023.04.09 | 阪神   | 桜花賞           | GI   | 芝1600m（良） | 18    | 8     | 17    | 040.2（10人）   | 11着 | R1:33.0（33.9）   | -0.9 | 0坂井瑠星   | 55        | リバティアイランド     | 446         |
| 0000.05.21 | 東京   | 優駿牝馬         | GI   | 芝2400m（良） | 18    | 1     | 1     | 047.2（10人）   | 04着 | R2:24.2（35.9）   | -1.1 | 0坂井瑠星   | 55        | リバティアイランド     | 444         |
| 0000.09.17 | 阪神   | ローズS          | GII  | 芝1800m（良） | 17    | 4     | 7     | 005.50（2人）   | 14着 | R1:44.5（34.7）   | -1.5 | 0坂井瑠星   | 54        | マスクトディーヴァ     | 460         |
| 0000.10.15 | 京都   | 秋華賞           | GI   | 芝2000m（稍） | 18    | 7     | 13    | 057.80（8人）   | 11着 | R2:02.2（35.0）   | -1.1 | 0坂井瑠星   | 55        | リバティアイランド     | 456         |
| 2024.02.11 | 京都   | 京都記念         | GII  | 芝2200m（良） | 12    | 5     | 6     | 020.40（6人）   | 05着 | R2:12.6（35.2）   | -0.5 | 0M.デムーロ | 54        | プラダリア             | 458         |
| 0000.03.09 | 中山   | 中山牝馬S        | GIII | 芝1800m（稍） | 16    | 8     | 16    | 009.80（7人）   | 11着 | R1:49.6（36.2）   | -0.6 | 0横山武史   | 54        | コンクシェル           | 458         |
| 0000.06.16 | 京都   | マーメイドS      | GIII | 芝2000m（良） | 16    | 3     | 5     | 019.9（11人）   | 05着 | R1:57.8（34.5）   | -0.6 | 0坂井瑠星   | 54        | アリスヴェリテ         | 458         |
| 0000.10.13 | 東京   | オクトーバーS    | L    | 芝2000m（良） | 16    | 7     | 14    | 007.30（5人）   | 06着 | R1:57.9（34.0）   | -0.5 | 0横山和生   | 55        | ボーンディスウェイ     | 474         |
| 0000.11.10 | 京都   | エリザベス女王杯 | GI   | 芝2200m（良） | 17    | 8     | 16    | 041.2（12人）   | 02着 | R2:11.5（34.1）   | -0.4 | 0川田将雅   | 56        | スタニングローズ       | 468         |
| 0000.11.30 | 京都   | チャレンジC      | GIII | 芝2000m（良） | 15    | 5     | 9     | 006.50（3人）   | 01着 | R1:58.2（35.0）   | -0.3 | 0川田将雅   | 55        | （ディープモンスター） | 468         |
| 2025.03.16 | 中京   | 金鯱賞           | GII  | 芝2000m（重） | 10    | 8     | 9     | 011.70（5人）   | 08着 | 02:03.6（38.3）   | -2.3 | 0北村友一   | 55        | クイーンズウォーク     | 480         |
| 0000.04.06 | 阪神   | 大阪杯           | GI   | 芝2000m（良） | 15    | 2     | 3     | 112.8（13人）   | 11着 | R1:56.9（34.4）   | -0.7 | 0北村友一   | 56        | ベラジオオペラ         | 478         |
| 0000.05.18 | 東京   | ヴィクトリアM    | GI   | 芝1600m（良） | 17    | 3     | 5     | 027.2（10人）   | 12着 | R1:32.7（34.4）   | -0.6 | 0津村明秀   | 56        | アスコリピチェーノ     | 466         |
| 0000.06.22 | 東京   | 府中牝馬S        | GIII | 芝1800m（良） | 14    | 5     | 8     | 015.10（7人）   | 09着 | R1:46.6（35.3）   | -0.6 | 0津村明秀   | 56.5      | セキトバイースト       | 462         |

- 競走成績は2025年6月22日現在

## 血統表
| ラヴェルの血統                  | ラヴェルの血統                                                                       | ラヴェルの血統                                                                       | （血統表の出典）                                                                     | （血統表の出典）        |
| 父系                            | サンデーサイレンス系（ヘイロー系）                                                   | サンデーサイレンス系（ヘイロー系）                                                   | サンデーサイレンス系（ヘイロー系）                                                   | [ § 2 ]                 |
| 父 キタサンブラック 2012 鹿毛   | 父の父ブラックタイド 2001 黒鹿毛                                                     | *サンデーサイレンス                                                                  | Halo                                                                                 | Halo                    |
| 父 キタサンブラック 2012 鹿毛   | 父の父ブラックタイド 2001 黒鹿毛                                                     | *サンデーサイレンス                                                                  | Wishing Well                                                                         |                         |
| 父 キタサンブラック 2012 鹿毛   | 父の父ブラックタイド 2001 黒鹿毛                                                     | *ウインドインハーヘア                                                                | Alzao                                                                                | Alzao                   |
| 父 キタサンブラック 2012 鹿毛   | 父の父ブラックタイド 2001 黒鹿毛                                                     | *ウインドインハーヘア                                                                | Burghclere                                                                           |                         |
| 父 キタサンブラック 2012 鹿毛   | 父の母シュガーハート 2005 鹿毛                                                       | サクラバクシンオー                                                                   | サクラユタカオー                                                                     | サクラユタカオー        |
| 父 キタサンブラック 2012 鹿毛   | 父の母シュガーハート 2005 鹿毛                                                       | サクラバクシンオー                                                                   | サクラハゴロモ                                                                       |                         |
| 父 キタサンブラック 2012 鹿毛   | 父の母シュガーハート 2005 鹿毛                                                       | オトメゴコロ                                                                         | *ジャッジアンジェルーチ                                                              | *ジャッジアンジェルーチ |
| 父 キタサンブラック 2012 鹿毛   | 父の母シュガーハート 2005 鹿毛                                                       | オトメゴコロ                                                                         | *テイズリー                                                                          |                         |
| 母 サンブルエミューズ 2010 栗毛 | 母の父ダイワメジャー 2001 栗毛                                                       | *サンデーサイレンス                                                                  | Halo                                                                                 | Halo                    |
| 母 サンブルエミューズ 2010 栗毛 | 母の父ダイワメジャー 2001 栗毛                                                       | *サンデーサイレンス                                                                  | Wishing Well                                                                         |                         |
| 母 サンブルエミューズ 2010 栗毛 | 母の父ダイワメジャー 2001 栗毛                                                       | スカーレットブーケ                                                                   | *ノーザンテースト                                                                    | *ノーザンテースト       |
| 母 サンブルエミューズ 2010 栗毛 | 母の父ダイワメジャー 2001 栗毛                                                       | スカーレットブーケ                                                                   | *スカーレットインク                                                                  |                         |
| 母 サンブルエミューズ 2010 栗毛 | 母の母ヴィートマルシェ 2002 鹿毛                                                     | *フレンチデピュティ                                                                  | Deputy Minister                                                                      | Deputy Minister         |
| 母 サンブルエミューズ 2010 栗毛 | 母の母ヴィートマルシェ 2002 鹿毛                                                     | *フレンチデピュティ                                                                  | Mitterand                                                                            |                         |
| 母 サンブルエミューズ 2010 栗毛 | 母の母ヴィートマルシェ 2002 鹿毛                                                     | キョウエイマーチ                                                                     | *ダンシングブレーヴ                                                                  | *ダンシングブレーヴ     |
| 母 サンブルエミューズ 2010 栗毛 | 母の母ヴィートマルシェ 2002 鹿毛                                                     | キョウエイマーチ                                                                     | インターシャルマン                                                                   |                         |
| 母系(F-No.)                     | シユリリー(AUS)系(FN:7-d)                                                            | シユリリー(AUS)系(FN:7-d)                                                            | シユリリー(AUS)系(FN:7-d)                                                            | [ § 3 ]                 |
| 5代内の近親交配                 | サンデーサイレンス 3×3 = 25.00%、Lyphard 5×5×5 = 9.38%、ノーザンテースト 5×4 = 9.38% | サンデーサイレンス 3×3 = 25.00%、Lyphard 5×5×5 = 9.38%、ノーザンテースト 5×4 = 9.38% | サンデーサイレンス 3×3 = 25.00%、Lyphard 5×5×5 = 9.38%、ノーザンテースト 5×4 = 9.38% | [ § 4 ]                 |
| 出典                            | 1. 2. 3. 4.                                                                          | 1. 2. 3. 4.                                                                          | 1. 2. 3. 4.                                                                          | 1. 2. 3. 4.             |

- 半姉に2023年マイルチャンピオンシップ勝ち馬で、オークス3着、秋華賞2着のナミュール（父：ハービンジャー）がいる。
- 叔母にブリーダーズカップディスタフ勝ち馬マルシュロレーヌ、叔父にマーキュリーカップ、佐賀記念勝ち馬バーデンヴァイラーがいる。
- 3代母キョウエイマーチは1997年の桜花賞馬。8代母に1953年の天皇賞（秋）優勝馬クインナルビーがいる。
- その他の近親にはオグリキャップ、オグリローマン、アンドレアモンがいる。

### ラヴェルの主要なファミリーライン
インターシャルマン 1987（4勝）
｜ キョウエイマーチ 1994（8勝 桜花賞）
｜｜ヴィートマルシェ 2002（1勝）
｜｜｜サンブルエミューズ 2010（3勝 芙蓉S(OP)）
｜｜｜｜ナミュール 2019（5勝 チューリップ賞、富士S、マイルチャンピオンシップ、優駿牝馬3着、秋華賞2着）
｜｜｜｜ラヴェル 2020（3勝 アルテミスS、チャレンジC 現役）
｜｜｜｜アルセナール 2021（1勝 デイリー杯クイーンC2着　現役）
｜｜｜｜ブルージュ 2022（現役）
｜｜｜リリーバレロ 2015（4勝）
｜｜｜マルシュロレーヌ 2016（9勝 ブリーダーズカップ・ディスタフ等重賞5勝）